# Basale transcriptiefactoren
De basale transcriptiefactoren zijn de transcriptiefactoren die binden aan de core promotor op het DNA. Deze transcriptiefactoren vormen samen met RNA-polymerase II het basale transcriptiecomplex. De basale transcriptiefactoren helpen in eukaryoten de RNA-polymerase met herkennen van en het binden op de core promotor.

## Transcriptiefactoren
| Promotor element | Transcriptiefactor | Transcriptiefactor-functie                                                                    | Consensus sequentie     |
| ---------------- | ------------------ | --------------------------------------------------------------------------------------------- | ----------------------- |
| BRE              | TFIIB              | Positionering van RNA-polymerase ten opzichte van de transcriptie start.                      | G/C G/C G/A C G C C     |
| TATA             | TBP                | TATA-bindingsproteïne. Opbouw transcriptiecomplex, aantrekken van TFIIB, onderdeel van TFIID. | T A T A A/T A A/T       |
| INR              | TFIID              | Herkenning TATA-box, opbouw transcriptiecomplex, aantrekken van TFIIB.                        | C/T C/T A n T/A C/T C/T |
| DPE              | TFIID              | Herkenning TATA-box, opbouw transcriptiecomplex, aantrekken van TFIIB.                        | A/G G A/T C G T G       |
|                  | TFIIF              | Stabiliseert interactie tussen TBP/TFIIB en RNA-polymerase, trekt TFIIE en TFIIH aan.         |                         |
|                  | TFIIE              | Aantrekken en reguleren van TFIIH.                                                            |                         |
|                  | TFIIH              | Helicase-activiteit, laat RNA-polymerase los.                                                 |                         |